# Baia di Lazarev
La baia di Lazarev è una baia lunga circa 28 km e larga 24, che separa l'isola Alessandro I, a est, dall'isola Rothschild, a ovest, ed è delimitata a sud dalla piattaforma glaciale Wilkins, la quale collega una porzione della costa orientale dell'isola  Rothschild a una parte della costa occidentale dell'isola Alessandro I. Nella baia sono presenti due piccole isole, l'isola Dint e l'isola Umber, le cui coste sono completamente circondate dal ghiaccio della sopracitata piattaforma.

## Storia
La baia di Lazarev è stata mappata nel 1960 da D. Searle, cartografo del British Antarctic Survey (al tempo ancora chiamato "Falkland Islands Dependencies Survey", FIDS), sulla base di fotografie aeree scattate durante la spedizione antartica di ricerca comandata da Finn Rønne, svoltasi nel 1947-48, ed è stata così battezzata dal Comitato britannico per i toponimi antartici in onore del tenente  Mikhail Petrovich Lazarev, secondo in comando della spedizione russa comandata da Fabian Gottlieb von Bellingshausen, durante la quale, nel 1821, fu per la prima volta avvistata da grande distanza la costa settentrionale dell'isola Alessandro I, e comandante dello sloop-of-war Mirnyy.